# Praça Diogo de Vasconcelos

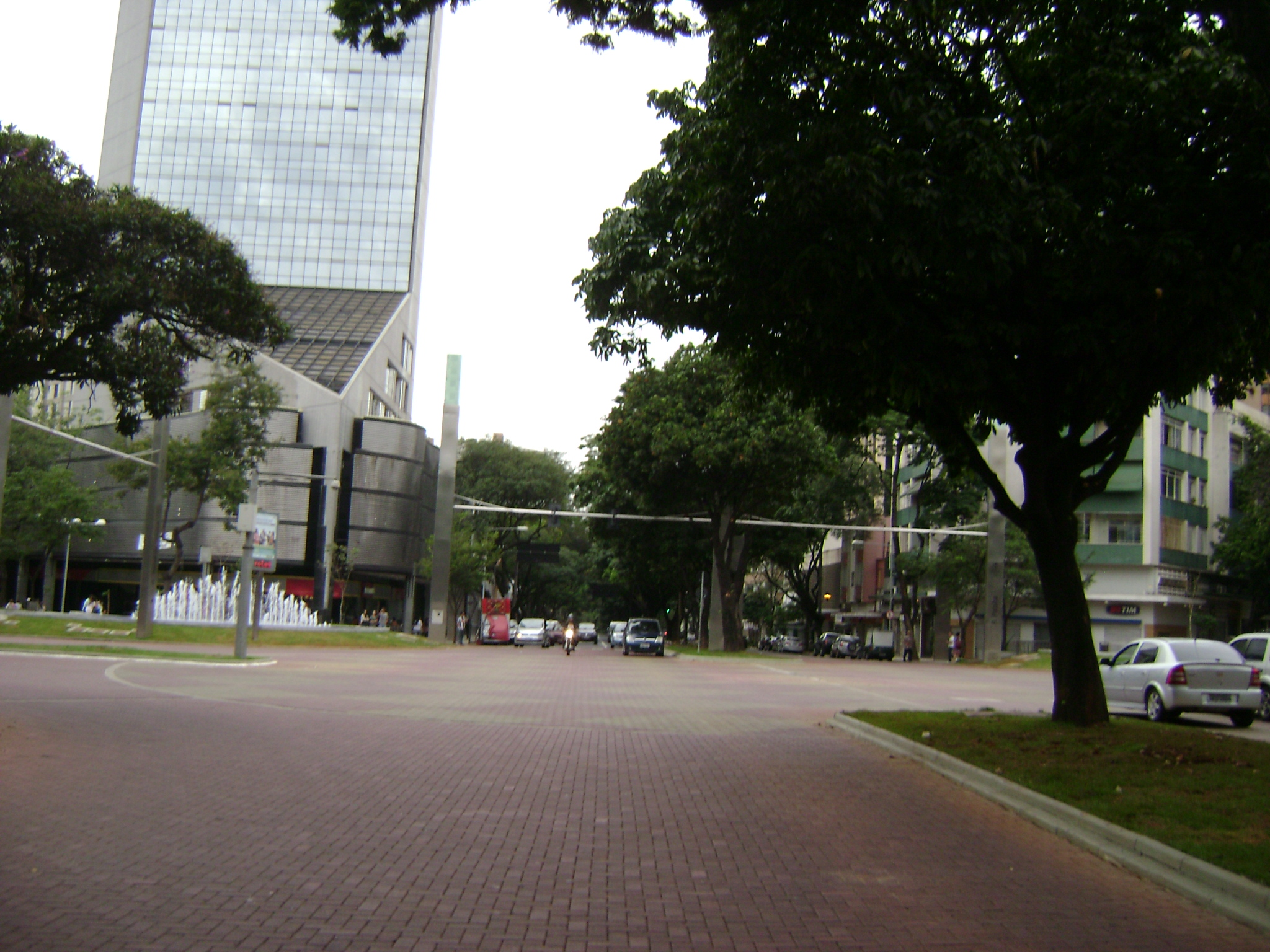
La praça Diogo de Vasconcelos después de la jubilación.

La plaza Diogo Vasconcelos, conocido popularmente como Plaza Savassi es un parque urbano de la ciudad de Belo Horizonte.
Situado en la confluencia de las avenidas Cristóbal Colón y Getúlio Vargas, hay flujo también calles Pernambuco y Antonio de Albuquerque.
Su nombre hace honor al político e historiador Diogo de Vasconcelos, quien se destacó como uno de los pioneros en la defensa de la histórica y artística.